# Rondinha
Rondinha is een gemeente in de Braziliaanse deelstaat Rio Grande do Sul. De gemeente telt 5.736 inwoners (schatting 2009).